# Pirate Gold (film, 1913)
Pirate Gold est un film muet américain réalisé par Wilfred Lucas et sorti en 1913.
Une copie nitrate de ce film est conservée à l'UCLA Film.

## Fiche technique
- Réalisation : Wilfred Lucas
- Scénario : George Hennessy
- Chef-opérateur : G. W. Bitzer
- Durée : 17 minutes
- Date de sortie : États-Unis : 13 janvier 1913

## Distribution
- Blanche Sweet : la fille
- Charles Hill Mailes : le père
- J. Jiquel Lanoe : le soupirant
- Hector Sarno : le marin mécréant
- W. Chrystie Miller : le vieux Mate
- Harry Carey
- Donald Crisp
- Joseph McDermott : un homme d'équipage
- Wallace Reid